# Pseudohadena arvicola
Pseudohadena arvicola är en fjärilsart som beskrevs av Hugo Theodor Christoph 1887. Pseudohadena arvicola ingår i släktet Pseudohadena och familjen nattflyn. Inga underarter finns listade.